# 12572 Sadegh
12572 Sadegh è un asteroide della fascia principale. Scoperto nel 1999, presenta un'orbita caratterizzata da un semiasse maggiore pari a 2,2949972 au e da un'eccentricità di 0,1074137, inclinata di 4,08934° rispetto all'eclittica.
L'asteroide è dedicato allo studente statunitense Cameron Sadegh.